# Foie gras

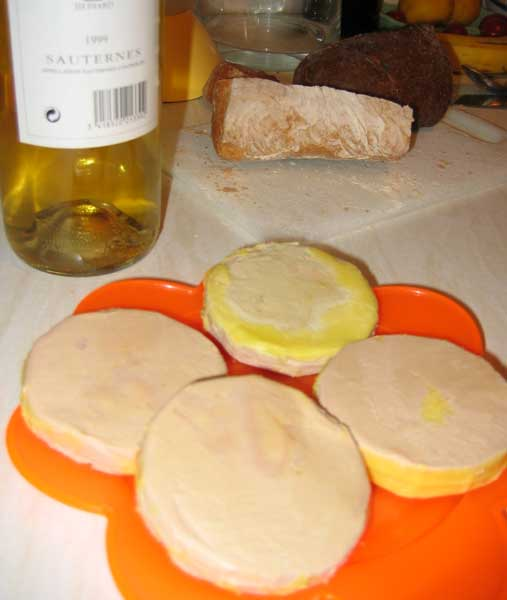
Foie gras, servido como entremés con un vino blanco de Sauternes.

El foie gras (en francés, [fwa ɡʁɑ] 'hígado graso') o fuagrás, es un producto alimenticio del hígado hipertrofiado de un pato o ganso que ha sido especialmente sobrealimentado. Según la denominación francesa, se llama foie gras al hígado de un pato cebado por sonda (alimentación forzada con maíz), aunque, fuera de Francia, en ocasiones se produce foie gras mediante la alimentación natural. Para la producción de foie gras se utilizan dichas aves acuáticas migratorias, puesto que disponen de una capacidad natural para acumular grasa en el hígado, sin enfermar, la cual posteriormente emplean para sus largas migraciones.
Para considerarse foie gras, conforme a la legislación europea, se deben dar las siguientes condiciones: el hígado de estas aves tiene que pesar un mínimo de 300 g, en el caso de los patos, y de 400 g, en el de los gansos, y deben haber sido alimentadas mediante un proceso de cebado (Reglamento (CE) n.º 543/2008 de la Comisión, de 16 de junio de 2008, por el que se establecen normas de desarrollo del Reglamento (CE) n.º 1234/2007 del Consejo en lo que atañe a la comercialización de carne de aves de corral (DO L 157, de 17.06.2008).
El foie gras no es un paté, y por lo tanto difiere del paté de hígado de pato o ganso, que sigue otro proceso de fabricación, como cualquier paté de hígado de cerdo, ave u otros. Por extensión, en España se llama tradicionalmente fuagrás a un paté de hígado de cerdo o de ave.
En la actualidad, la producción de foie gras está prohibida en más de 15 países, incluyendo (entre otros) a Alemania, Argentina, India, Italia y Reino Unido, bien por leyes específicas o por leyes de prohibición a la alimentación forzada, considerándola maltrato hacia los animales.[cita requerida]

## Historia

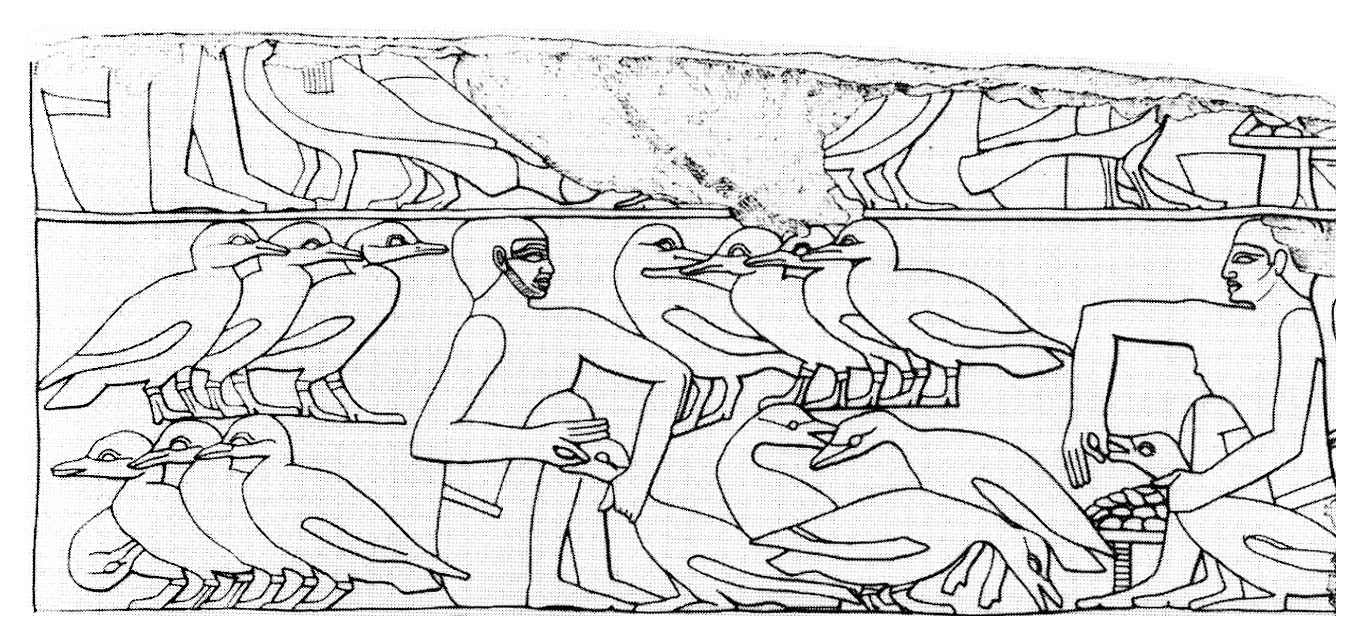
Un bajorrelieve egipcio mostrando la sobrealimentación de gansos.

### Tiempos antiguos
En una época tan temprana como el siglo XV a. C., los egipcios descubrieron que las ocas provenientes de largos viajes migratorios y que descansaban a orillas del río Nilo durante el invierno, almacenaban reservas naturales de grasa en su hígado. El hígado variaba su tonalidad hacia el amarillo y presentaba un sabor exquisito. Pronto aprendieron que muchas aves podían ser cebadas mediante la sobrealimentación, de forma que su hígado se hipertrofiase y comenzaron con la práctica de cebar a gansos domesticados. En la necrópolis de Saqqara, la tumba de un importante oficial real, Mereruka, contiene un bajorrelieve con una escena en la que trabajadores agarran por el cuello a unas ocas para introducirles bolas de comida en sus gargantas. A su lado se encuentran mesas con más bolas de comida, probablemente elaboradas con grano tostado, y una ampolla para humedecer la comida antes de dársela a los gansos.
La práctica de sobrealimentar gansos se expandió por el Mediterráneo desde Egipto. La referencia más temprana a gansos sobrealimentados data del siglo V a. C., y es narrada por el poeta griego Cratino, el cual habló de «cebadores de gansos». Sin embargo, Egipto mantuvo su reputación como fuente de gansos sobrealimentados. Cuando el rey Agesilao II de Esparta visitó Egipto en 361 a. C., fue agasajado con «gansos cebados y terneros», los mejores productos de los granjeros egipcios.
Sin embargo, la introducción como plato gastronómico elaborado proviene de los romanos, al que se denomina iecur ficatum (iecur significa ‘hígado’ en latín, en tanto que ficatum viene de ficatus, ‘alimentado con higos’). Plinio el Viejo otorga el crédito de su creación al gastrónomo Marco Gavio Apicio, al que se atribuye el único libro de cocina romano que ha llegado hasta nuestros días, mediante la alimentación de los gansos con higos desecados, a fin de hipertrofiar sus hígados. El término Ficatum se asoció tanto al hígado animal que se convirtió en la raíz de la que deriva foie (hígado en francés), hígado (en español) y fegato (hígado en italiano). La práctica de provocar la hipertrofia del hígado de los gansos alimentándolos con higos podría provenir de la Alejandría helenística, ya que gran parte de la cocina de lujo romana debe su inspiración a los griegos.

## Época posclásica
Tras la caída del Imperio Romano de Occidente, el hígado de ganso se desvaneció temporalmente de la cocina europea. Se ha afirmado que granjeros galoromanos preservaron la tradición de la fabricación del foie gras durante siglos hasta que fue redescubierta. Sin embargo, esta teoría carece de ninguna evidencia plausible, puesto que es sabido que las fuentes de carne para los campesinos franceses de la Edad Media eran oveja y cerdo fundamentalmente.
Se considera mucho más probable que la tradición fuese preservada por los judíos,[cita requerida] quienes posiblemente aprendieron el método para hipertrofiar hígados de gansos y patos durante su pertenencia al Imperio Romano. Los judíos conservaron este conocimiento en sus migraciones hacia la Europa central y oriental. El cashrut, el compendio de leyes alimentarias que determinaban el carácter kósher de los diversos alimentos que podían consumir los judíos, les prohibía usar manteca para cocinar. La mantequilla tampoco era una alternativa, puesto que también estaba prohibido mezclar carne con productos lácteos. Los judíos usaban aceite de oliva en la cuenca mediterránea y aceite de sésamo en Babilonia, pero ninguno de tales productos estaba disponible durante la Edad Media en Europa occidental y central, así que utilizaron grasa de ave que podían producir en abundancia sobrealimentando gansos. Pronto comenzó a apreciarse el delicado sabor de los hígados cebados, tal como registró Hans Wilhelm Kirchhof, de Kassel, quien escribió en 1562 que los judíos cebaban gansos y que apreciaban particularmente sus hígados. Sin embargo, algunos rabinos estaban preocupados por las complicaciones que a los ojos del cashrut podía suponer sobrealimentar gansos, puesto que la ley alimentaria judía prohibía la crianza de animales que no viviesen más de doce meses. Debe ser señalado que el rabino del siglo XIX Moses Sofer mantuvo que incluso si un animal pudiese morir dentro de los doce meses no sería un animal impuro, ya que ninguno de sus pulmones resultaría dañado. En cualquier caso, esta cuestión permaneció como uno de los asuntos más debatidos dentro de las leyes alimentarias judías hasta que el gusto de los judíos por el hígado de ganso declinó en el siglo XIX.[cita requerida]
Los gastrónomos gentiles (es decir, no judíos) comenzaron a apreciar el hígado cebado de ganso, que podían adquirir en los guetos judíos. En 1570, Bartolomeo Scappi, cocinero del papa Pío V, publicó su libro de cocina Opera, en el que comenta que "el hígado de los gansos domésticos criados por los judíos tiene un gran tamaño y un peso de entre dos y tres libras". En 1581, Max Rumpolt, de Maguncia, cocinero de varios nobles alemanes, publicó un exhaustivo libro de cocina llamado Kochbuch, en el que cuenta que los judíos de Bohemia producían hígados de más de tres libras de peso. Rumpolt proporciona varias recetas para él, y una de ellas es la de un mousse hecho de hígado de ganso.[cita requerida]
Los métodos para producir hígado de ganso cebado llegaron a Francia a través de Alsacia.[cita requerida]

## Principales productores
La producción mundial de foie gras (en datos del año 2007) está estimada en 27 000 toneladas, representando la producción europea más del 90%. Francia es el líder del foie gras en el mundo con 20 400 toneladas, (el 96% de pato y el resto de ganso). Proporciona empleo directamente a más de 30 000 personas, y el 90% de la producción reside en las regiones de las Landas, de Périgord (en Dordoña) y de Mediodía-Pirineos en el sudoeste, así como en Alsacia oriental. La Unión Europea (UE) reconoce el foie gras producido mediante métodos tradicionales ("etiqueta roja") en el sudoeste de Francia con una denominación de origen geográfica.
El resto de producción se reparte entre los siguientes países:
- Hungría: 2500 t;
- Bulgaria: 2200 t;
- España: 950 t (producción en Aragón, Cataluña, País Vasco, Navarra y Castilla y León);
- Estados Unidos: 300 t;
- China: 280 t;
- Canadá: 170 t;
- Bélgica: 100 t;

Fuente: Federación Europea del Foie Gras.
En España, la falta de legislación provocó que numerosos productores utilizasen, en el pasado, indistintamente los términos paté y foie gras, lo que ocasionó confusión entre los consumidores. La entrada de España en la Unión Europea facilitó a los productores el marco de trabajo puesto que la legislación se adapta a la de la UE. El 20 de junio de 2005, en Zaragoza (España), se creó la patronal del sector bajo la denominación Asociación Sectorial del Hígado Graso (ASEHGRA), que representa a los criadores, transformadores y comercializadores de productos derivados de las palmípedas grasas, agrupando en dicho momento a un total de dieciocho empresas.
El 27 de junio de 2008, en Estrasburgo (Francia), se creó la Federación Europea del Foie Gras (Euro Foie Gras) de la que son fundadores las asociaciones del sector de España, Francia, Bélgica, Bulgaria y Hungría.
En América, la provincia de Quebec en Canadá, antigua colonia francesa, también tiene una industria próspera basada en el foie gras que suelen utilizar muchos cocineros canadienses como demostración de orgullo nacional.

## Consumidores
El consumo europeo representa el 93% de la producción mundial. Las exportaciones fuera de la Unión Europea están estimadas en menos de 2.000 Tn. (datos 2007), siendo los principales clientes:
- Japón: 750 Tn.;
- Suiza: 275 Tn.;
- Hong Kong (China): 145 Tn.;
- Rusia: 105 Tn.;
- Estados Unidos: 61 Tn.;
- Singapur: 47 Tn.;
- Tailandia: 34 Tn.;
- Nueva Caledonia (Francia): 30 Tn.;
- Emiratos Árabes Unidos: 21 Tn.

## Elaboración

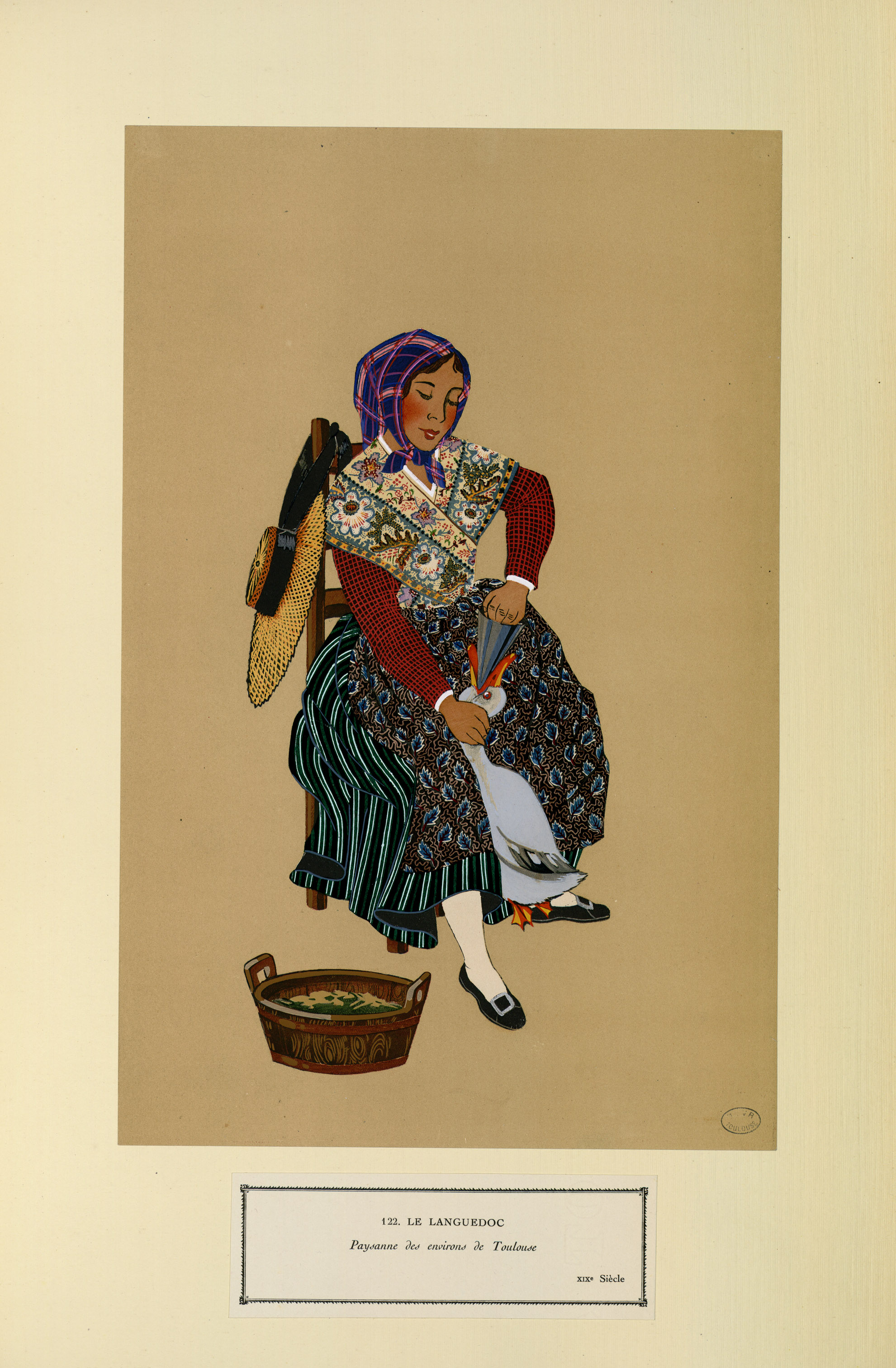
Estampa francesa del ilustrando el embuchado.

El proceso se basa en explotar la capacidad de aves como el pato o la oca para acumular, en verano, grasa en el hígado para aprovecharla en sus vuelos migratorios de otoño y primavera.
El período de cría dura 8 semanas, pasando al preembuchado y al embuchado, procesos estos que hipertrofia el hígado del animal, y tras los que se produce el sacrificio del mismo

## Presentaciones

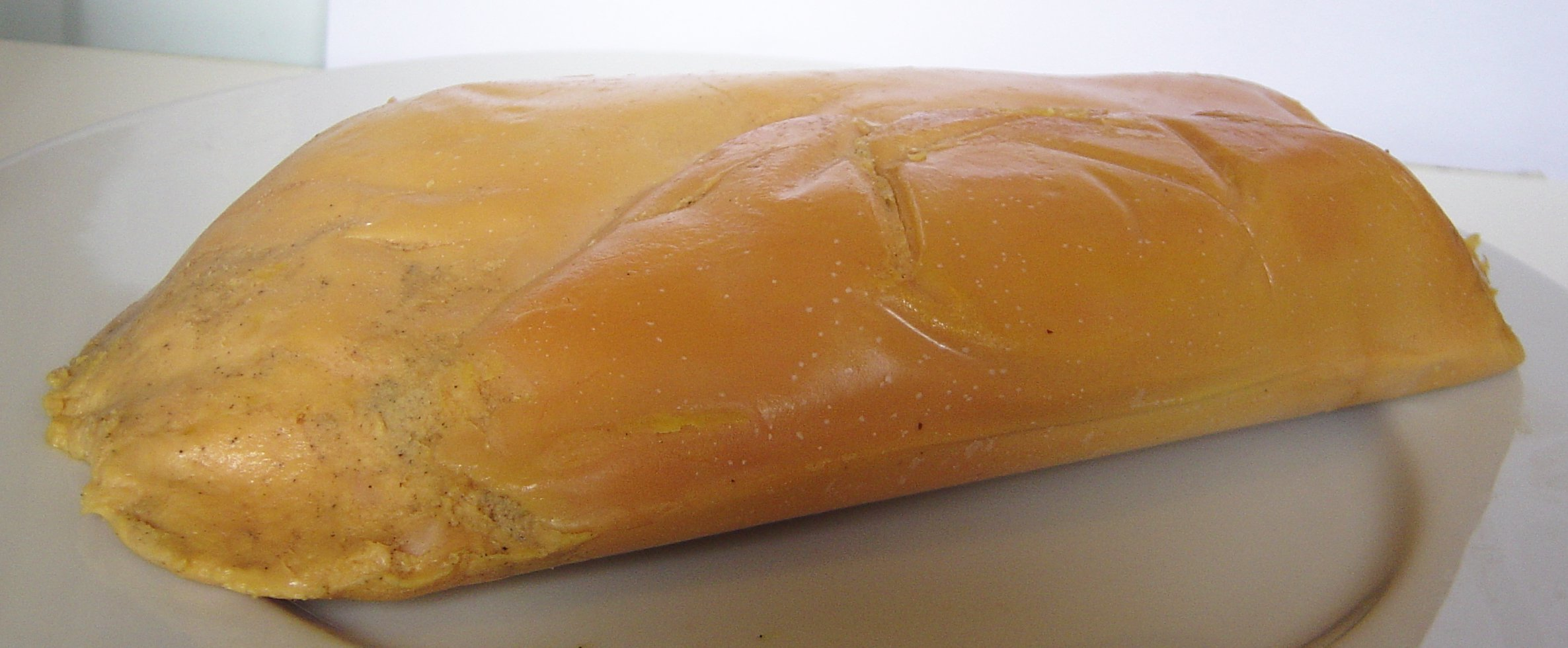
Hígado graso entero.

Existen distintos tipos de presentar un foie gras, dependiendo del tipo de hígado, de su tratamiento térmico, o de la mezcla de este con hígado no alterado:
Hígados frescos
Se clasifican generalmente en tres grupos:
- Extra: Hígados de color uniforme, sin manchas ni hematomas, de textura firme pero flexible al tacto, con un peso de 450g a 600 g.
- Primera: mismos criterios que el extra pero con pequeños defectos de presentación, de color menos uniforme, o presencia de algún hematoma o mancha.
- Segunda: hígados pequeños y de poca consistencia, o por el contrario demasiado grandes, o con presencia de manchas o hematomas.

Productos elaborados de foie gras, según su cocción
- Foie Gras Fresco: Es el hígado crudo, presentado normalmente en pieza entera, destinado especialmente para la hostelería. Se puede escalopar en la sartén, u hornear para hacer mi-cuit o tarrina.

- Foie Gras Mi-Cuit o Semi-conserva: Es un hígado cocido dentro de una tarrina, tarro de vidrio, lata o bolsa al vacío. La cocción al corazón es de 72 a 85 °C; permite una caducidad de 3 a 6 meses a una temperatura de conservación de 3 a 5 °C. El foie gras mi–cuit pierde poca grasa, lo que hace que mantenga todo su sabor y toda su calidad. Se suele cortar con un cuchillo calentando en agua y se sirve junto a un poco de lechuga y pan tostado.
- Foie Gras en conserva: Se ha colocado en un recipiente hermético y sometido a un tratamiento térmico de 105 a 108 °C. Su conservación llega hasta los 4 años, mejorando su sabor con el tiempo (como los buenos vinos), y su mejor momento será justo antes de caducar.

Productos según el % de foie gras, que determina su calidad
Productos con el 100 % de foie gras:
- Foie Gras entero: un hígado entero o un trozo de hígado.
- Bloc de Foie Gras: emulsión de foie gras exclusivamente.
- Bloc de Foie Gras con trozos: emulsión con trozos de hígado en la masa.

Productos con el 75 % de foie gras:
- Parfait de foie gras.

Productos con menos del 50 % de foie gras:
- Mousse de foie gras.
- Galantina de foie gras.

Es tradicional servirlos condimentados con trufa o licores como el armañac, acompañado de pan o una tostada crujiente. Se sirve además con un vino de mesa de sabor dulce como el sauternes, Jerez o Xerry o con blanco y seco, como un vino de Alsacia.

## Un plato especial
El foie gras está considerado un plato de lujo en muchos países, especialmente en países como Francia o España, donde se consume habitualmente en ocasiones especiales como cenas en la víspera de Navidad o del Año Nuevo, aunque con las nuevas técnicas de conservación y producción han abaratado considerablemente el producto. Los patés de foie gras son en este caso los más consumidos por su bajo precio, debido a un cambio en las técnicas de elaboración en los años 50.

## Controversia

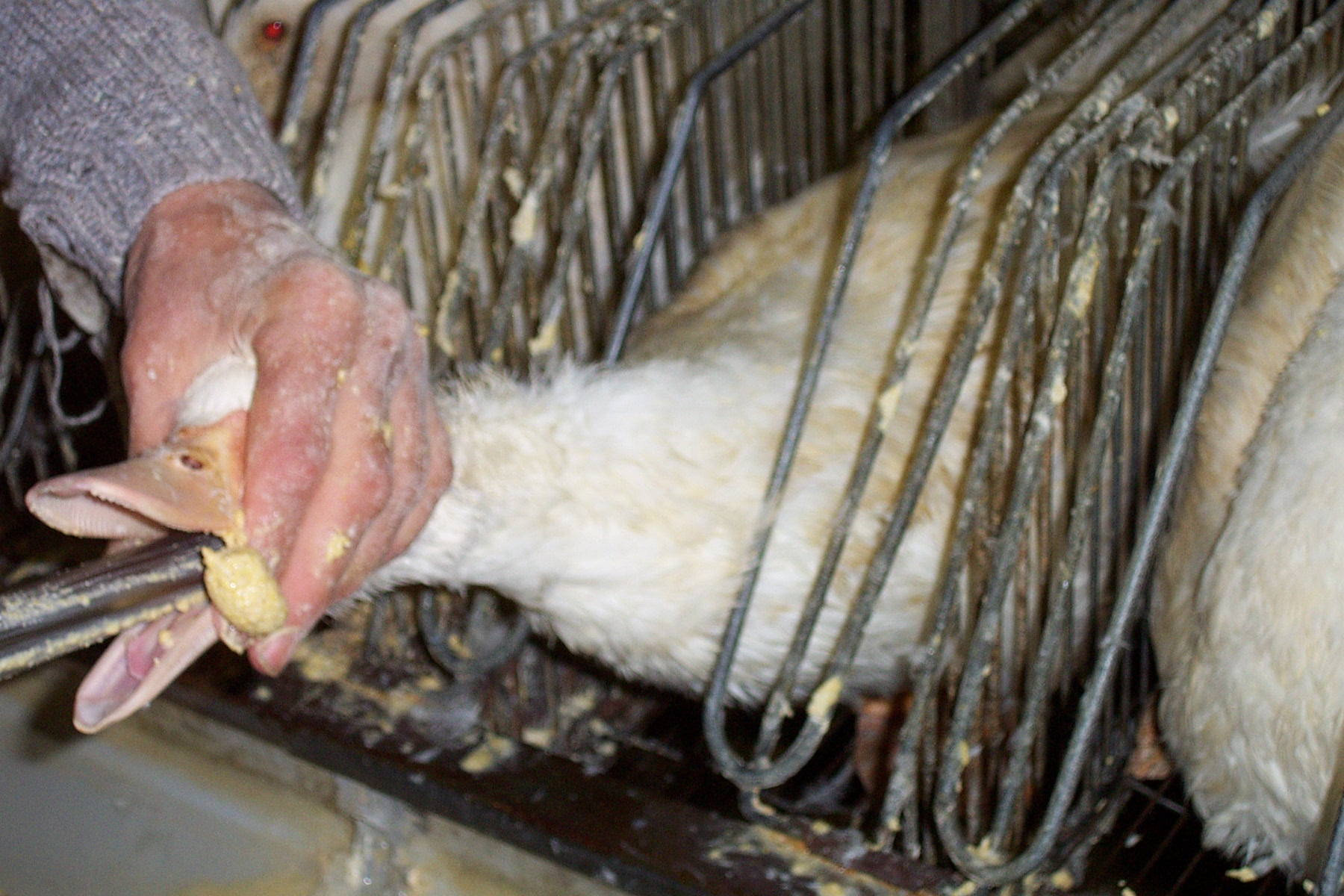
Alimentación forzada o gavage en el proceso de producción del foie gras.

En Europa existe un “Manifiesto por la Prohibición del Gavage” (gavage es un término en francés para alimentación forzada, y también un término médico para alimentar a aquellos que no pueden hacerlo por sí mismos) apoyado por distintas organizaciones y ciudadanos proderechos de los animales y ecologistas que afirma que la alimentación forzada de animales es ya ilegal en Francia y en la Unión Europea, de acuerdo con la legislación ya existente:
- «Ningún animal recibirá comida o bebida de una manera (...) que le cause dolor o lesiones innecesarias.» Directiva del Consejo de la Unión Europea 98/58/EC de 20 de julio de 1998.
- «No se autorizarán los métodos de alimentación y los aditivos alimentarios que generen dolor, lesiones o enfermedades a los patos, o los que puedan provocar la aparición de condiciones físicas y psicológicas perjudiciales para su salud y bienestar.» Recomendación Europea sobre los patos utilizados para la producción de foie gras, de 22 de junio de 1999.

Sin embargo, estas leyes dejan un gran espacio para la interpretación.
En un informe emitido el 16 de diciembre de 1998, el Comité Científico de la Unión Europea para la Salud Animal y el Bienestar Animal, sobre los Aspectos relacionados con el Bienestar de Patos y Gansos en la Producción de Foie Gras establece que las tasas de mortalidad de los animales se incrementan en un factor de entre dos y diez durante el periodo de alimentación forzada de dos semanas. También indican que aunque las consecuencias de la alimentación forzada en aves son reversibles, el "nivel de esteatosis debería ser considerado patológico".
Hay que tener en cuenta que los palmípedos tienen en sus gargantas una membrana dura parecida a las uñas humanas, por lo que se considera que se les lastima al momento de introducirles los embudos para sobrealimentarlos.
El foie gras es ilegal en diversos lugares, en tanto que hay legislación en trámite en tal sentido en otros. En agosto de 2003, la Corte Suprema de Israel resolvió que la producción de foie gras constituía un caso de crueldad contra los animales, y declaró la producción ilegal desde marzo de 2005. El 29 de septiembre de 2004, el gobernador de California (Estados Unidos), Arnold Schwarzenegger, firmó una ley que prohibirá la producción y venta de foie gras obtenido de aves alimentadas forzadamente a partir de 2012. La ley, sin embargo, permitiría el foie gras obtenido mediante métodos que no puedan ser considerados como crueles con los animales. Legislación similar está en trámite en el estado de Nueva York. En la actualidad ambos estados son los únicos en Estados Unidos con industrias productoras de foie gras. En 2006, la ciudad de Chicago (Illinois) Estados Unidos prohibió la venta de foie gras, prohibición revocada, por contraproducente, dos años después.

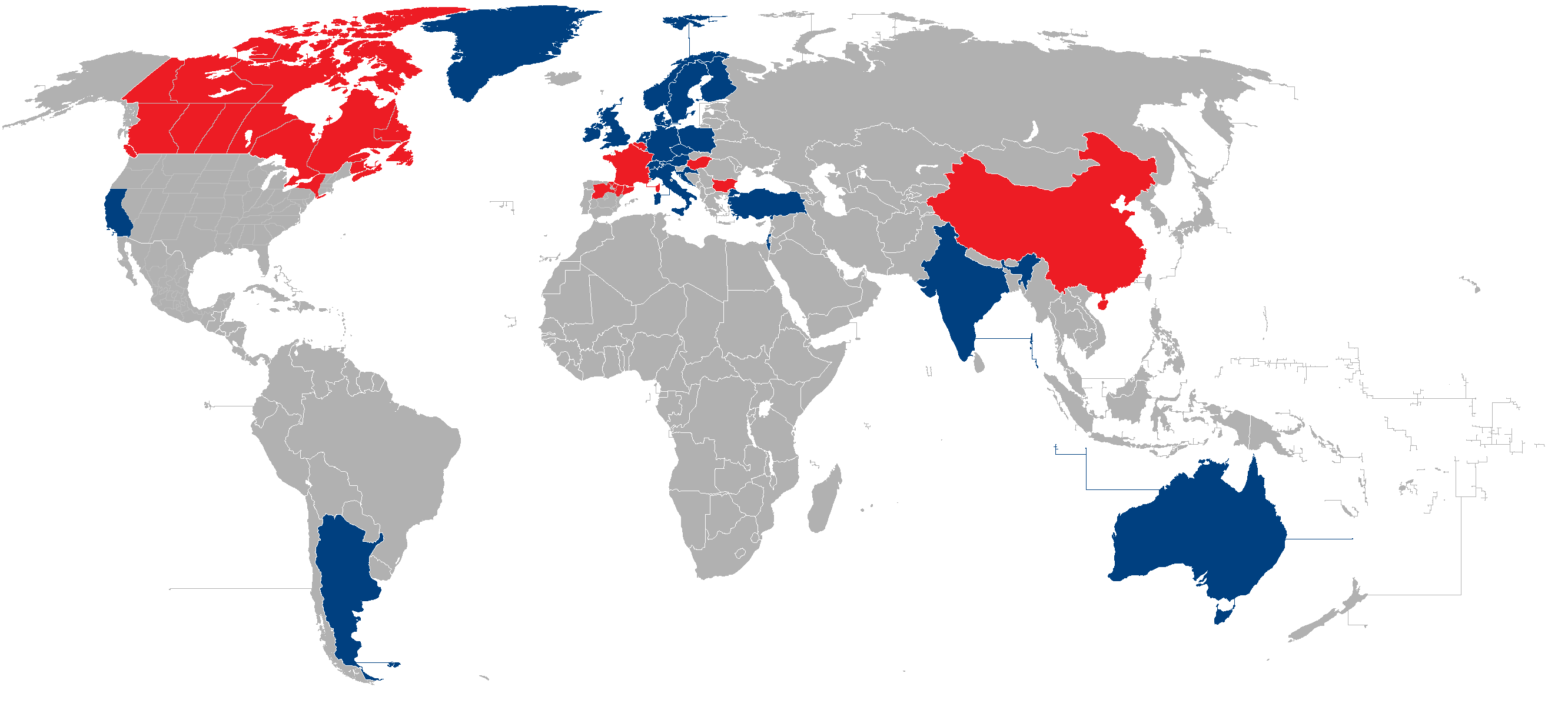
Países y regiones donde está prohibida la producción de Foie Gras
Principales países y regiones productores de Foie Gras

La alimentación forzada está prohibida en:
- Alemania
- Argentina
- Austria (en 6 de las 9 provincias)
- Chequia
- Dinamarca
- Estados Unidos: California (a partir de 2012).
- Finlandia
- Países Bajos
- India
- Irlanda
- Israel (desde 2005)
- Italia
- Luxemburgo
- Noruega
- Polonia (desde 1999; era el quinto mayor productor mundial)
- Reino Unido
- Suecia
- Suiza
- Turquía

En la actualidad, sólo 5 países europeos siguen produciendo el fuagrás:[cita requerida] España, Bélgica, Francia, Hungría y Bulgaria.